# Пам'ятник пельменю
Пам'ятник пельменю — арт-об'єкт в місті Міас (Челябінська область, РФ), у дворі Музею пельменя. Пам'ятник відкрито 5 січня 2018 року. Автор — скульптор Ю. О. Федоров.

## Історія створення
Влітку 2017 року в Міасі був оголошений творчий конкурс «Створи свій пам'ятник пельменю». Надійшло кілька десятків ескізів. Переможцем була обрана робота, на якій зображений задоволений їдець з одним великим пельменем на столі. Її автор — місцевий скульптор Юрій Олександрович Федоров. Відливали пам'ятник місцеві майстри.

## Опис пам'ятника
Пам'ятник пельменю встановлено в старій частині міста Міас, у дворі Будинку купця Смирнова, в якому на даний час розташовується єдиний в Росії Музей пельменя.
Пам'ятник являє собою композицію: бородатий купець (розміром у натуральну величину) сидить за накритим скатертиною столом. Перед ним — тарілка, на якій лежить один великий пельмень. На скатертині — напис: «Великому пельменю і рот радий».
Матеріал пам'ятника — бронза. Маса — близько 700 кг.